# Adriaan Joseph van Rossem
Adriaan Joseph van Rossem (* 17. Dezember 1892 in Chicago, Illinois; † 4. September 1949, in Los Angeles, Kalifornien) war ein US-amerikanischer Ornithologe.

## Leben und Wirken
Sein Vater Adriaan Cornelis van Rossem (1865–1895) heiratete am 11. November 1891 Josephine Williams (1873–). Aus dieser Ehe ging neben Adriaan Joseph ein weiterer Sohn namens Walter Johannes (1894-) hervor. Der Vater war in den kommunalen und geschäftlichen Kreisen von Rotterdam und Niederländisch-Indien ein angesehener Mann, der über London schließlich nach Chicago zog, um hier internationale Geschäfte zu tätigen. Der Großvater mütterlicherseits Joseph Williams aus Goderich war ebenfalls ein erfolgreicher Geschäftsmann, der sein Geld mit Holz, Herstellung von Waren und Verschiffung über die Großen Seen verdiente. Im August 1894 verschlechterte sich der Gesundheitszustand seines Vaters so sehr, dass er zur Behandlung zunächst nach Holland und in die Schweiz zurückkehrte. Schließlich starb er am 6. Februar 1895 in Leysin-sur-Aigle.
Aus diesem Grund kehrte die Mutter mit ihren zwei jungen Kindern zunächst nach Kanada zurück. Im September 1895 zog sie schließlich nach Kalifornien und baute ein Haus in Pasadena, das einen schönen Blick auf den Arroyo Secco hatte. Hier wuchsen die Kinder auf und besuchten öffentliche und private Schulen, bevor Adriaan Joseph ein Studium am Throop Polytechnic Institute begann. Im Jahr 1918 heiratete er Grace Burr Coolidge (1888–1972), von der er sich im Jahr 1934 scheiden ließ. Aus der Ehe gingen die Söhne Donald Richard und Adriaan Peter (1922-) hervor. Im Jahr 1934 heiratete er Florence Mary Stevenson (1865–1895). Ihr widmete er zusammen mit Hachisuka im Jahr 1938 Saucerottia florenceae, ein Taxon, das heute als Hybride aus Blaukopfamazilie (Amazilia cyanocephala) und Beryllamazilie (Amazilia beryllina sumichrasti) betrachtet wird. Nach ihrem Tod folgte eine weitere Ehe mit Dorothy Sanderson, die bereits 1946 verstarb.

## Wissenschaftliches Wirken
Joseph Grinnell (1877–1939) weckte 1903 im jungen van Rossem das Interesse für die Naturkunde. Als van Rossem 1914 einen Artikel über den Schwefeltyrann (Pitangus sulphuratus) in El Salvador publizierte, bezeichnete Grinnell diesen in einem Brief an van Rossem als ausgezeichnet. Seine ersten Forschungsreisen außerhalb des Gebiets von Pasadena führten ihn im April 1909 gemeinsam mit James Benjamin Dixon (1886–1978) zu den Coronado-Inseln, im Winter 1910/11 ins Gebiet um den Saltonsee sowie im Frühling 1911 gemeinsam mit Alfred Brazier Howell (1886–1961) auf die Insel Santa Cruz. Aus diesen Reisen entstand der Entschluss, in El Salvador zu sammeln. Hier hielt er sich im Jahr 1912 vom 10. Februar bis zu 20. August auf. Die Reise war der Auftakt für sein lebenslanges Interesse an der tropischen Avifauna. Inzwischen hatte sich van Rossem einen guten Ruf als Tierpräparator und Feldforscher erarbeitet. John Eugene Law (1877–1931) beauftragte ihn, vom 15. Oktober 1914 bis 5. Juni 1915 für ihn in den Chiricahua Mountains zu sammeln. Dabei kam eine außergewöhnliche Ausbeute zusammen, die zunächst im Museum of Vertebrate Zoology landete, aber schließlich von Laura Beatty Law Bailey nach Virginia überführt wurde. Da Law und van Rossem sich nicht über die Höhe der Bezahlung für seine Dienste einigen konnten, erschien nie eine Publikation über diese Sammlung. Der Konflikt mit Law, der in verschiedensten Ausprägungen geführt wurde, prägte van Rossems Umgang mit anderen Ornithologen aus dem südlichen Kalifornien.
In den Jahren 1915 bis 1917 arbeitete er im Minen- und Immobiliengeschäft in Sierra City in der Sierra Nevada. In dieser Zeit kam seine eigentliche Leidenschaft – das Sammeln – etwas zu kurz und trotzdem präparierte er in der Zeit etwa 300 Bälge. Zusammen mit Chester Converse Lamb (1882–1965) arbeitete er 1917 für die B. F Goodrich Company in einem mobilen Büro im Straßenbau und als Aufseher. Im April 1917 wurde er gemeinsam mit seinem Bruder für die United States Army angeworben. Es folgte die Ausbildung in San Diego und Fort Lewis. Im November besuchte er die Offiziersschule und absolvierte seinen Kriegsdienst in Georgia. Am 5. Juni 1918 wurde er zum Unterleutnant und im November 1919 zum Leutnant befördert. Bis Mai 1919 diente er als Kommandant der Kompanie Maschinengewehr, schied schließlich als Reservist aus und kehrte nach Kalifornien zurück.
In dieser Zeit begann seine Verbindung mit Donald Ryder Dickey (1887–1932). Dickey folgte in dieser Zeit seiner Passion und trug eine Sammlung von 50.000 Wirbeltieren zusammen. Van Rossem arbeitete 13 Jahre als Assistent für das sogenannte Dickey Institut. Die Kooperation der beiden war sehr fruchtbar und gipfelte in der Verleihung der William-Brewster-Medaille für ihr Werk The birds of El Salvador im Jahr 1939. Eigentlich stammte das Werk nur aus der Feder von van Rossem, aber dieser wollte seinem Mentor Dickey die Ehre der Co-Autorschaft nicht verwehren.
In diese Schaffensperiode fielen auch Publikationen über das Gefieder der Trauerseeschwalbe (Chlidonias niger), eine Studie über Singammern (Melospiza melodia) auf den Santa-Barbara-Inseln und den Coronado-Inseln, eine Untersuchung der Zwergkleiber (Sitta pygmaea) oder kritische Anmerkungen über die Weidengelbkehlchen (Geothlypis trichas) im Südwesten an der Pazifikküste.
Im gleichen Zeitraum führte van Rossem mehrere Forschungsreisen durch. So besuchte er den Süden Kaliforniens, Baja California, den Süden Nevadas, Sonora und El Salvador. Zusammen mit Alden Holmes Miller (1906–1965) besuchte er im Jahr 1922 den Buena Vista Lake in Kalifornien. Im Jahr 1925 bereiste er zusammen mit Miller und Ruben Arthur Stirton (1901–1966) erneut El Salvador. Hier lehrte er den beiden jungen Nachwuchswissenschaftlern Jagd- und Präparationstechniken.
1928 wurde er am Occidental College in Los Angeles aufgenommen. Er durchlief eine dreijährige Ausbildung in bildender Kunst und verbesserte seine Sprachkenntnisse. Auch ein Kurs in Zoologie gehörte zur Ausbildung. Im Jahr 1948 erhielt er vom College den Ehrendoktor der Naturwissenschaften verliehen.
Nach dem Tod von Dickey wurde dessen Sammlung temporär im California Institute of Technology untergebracht und ihre Zukunft war ungewiss. Die Finanzierung stand aufgrund der schwierigen wirtschaftlichen Situation auf wackeligen Beinen. Die Lage entspannte sich etwas, da Unterstützung von Clinton Gilbert Abbott (1881–1946) vom San Diego Natural History Museum kam. Einige Projekte wurde vom Markgraf Masauyi Hachisuka (1903–1953) unterstützt, der sich für einige Zeit im Süden Kaliforniens aufhielt. Die Witwe Dickeys unterstütze van Rossem kaum. Auf Bestreben von Loye Holmes Miller (1874–1970) kam es zu einer Zusammenarbeit und die Sammlung wurde 1940 an die University of California, Los Angeles überführt. Die Exponate wurden in der Clark Library untergebracht und van Rossem erhielt eine Stellung als Universitätskurator, der für die Dickey Sammlung verantwortlich war. Später wurde er Senior Museums Zoologe. Seit 1946 arbeitete er auch als Dozent für Zoologie, was ihm die Möglichkeit gab, eingeschränkt an der Weiterbildung für fortgeschrittene Studenten teilzunehmen.
Nach seinem Tod wurde im Jahr 1949 die wertvolle Sammlung von nun ca. 60.000 Exponaten in ein feuerfestes Gebäude auf dem Campus der Universität in Westwood gebracht. Hier kümmerte sich sein Nachfolger Thomas Raymond Howell (1924–2004) um die Sammlung.
Zwischen 1930 und 1940 verlagerte sich van Rossems Forschungsschwerpunkt auf den Nordwesten Mexikos. Dies führte zu seinem zweiten großen Werk A Distributional Survey of the Birds of Sonora, Mexico. Die Anregung für dieses Werk geht zurück auf die große Sammlung von Vogelbälgen aus Sonora, die Dickey 1929 von John Thomas Wright erworben hatte. So suchte van Rossem zwischen 1930 und 1932 das Municipio Guaymas und küstennahe Inseln von Sonora auf. Im Jahr 1937 folgte eine Reise, die ihn kreuz und quer durch diesen mexikanischen Bundesstaat führte. Auch nach dem Erscheinen des Werks zog es ihn bis ins Jahr 1948 immer wieder in diese Gegend. Oft wurde er dabei von Loye Miller begleitet.
In seinem Bemühen, die Taxonomie mexikanischer und mittelamerikanischer Vögel zu überarbeiten, besuchte er 1933 Europa und insbesondere das Natural History Museum. Im Jahr 1938 kehrte er nach Europa zurück, um in Rouen den 9. International Ornithological Congress zu besuchen. Aus dem ersten Besuch in Europa mit weiteren Forschungen am Louis Agassiz Museum of Comparative Zoology entstand schließlich der Artikel Critical Notes on Middle American Birds, der sich mit der Klassifizierung von mittelamerikanischen Vögeln beschäftigte und aufschlussreiche Analysen über die Sammlung von William Brewster beinhaltete. Außerdem untersuchte er die Sammlung von Marson Abbott Frazar (1860–1925), die sich aber als unzuverlässig erwies, da der Sammler die Bälge mit ungeeigneten Mitteln präpariert und damit die Originalfärbung des Gefieders verfälscht hatte. Zu seinen wohl schwächeren Publikationen gehört Descriptions of twenty-one new races of Fringillidae and Icteridae from Mexico and Guatemala, für die er auch heftig kritisiert wurde.
1939 hatte er erneut die Möglichkeit, nach Europa zu reisen, um sich dort das Guggenheim-Stipendium abzuholen. Die Reise wurde durch den Kriegsausbruch verkürzt, trotzdem ließ er es sich nicht nehmen, Paris, Brüssel, Leiden und einige Städte in Deutschland sowie London zu besuchen.
Zu seinen bedeutendsten Schrift aus einer Zeit, in der sein Hauptaugenmerk auf seinem Werk über die Avifauna von Sonora haftete, sind sicher Birds of the Charleston Mountains, Nevada und A Synopsis of the Savannah Sparrows of Northwestern Mexico zu nennen. Beide setzen sich mit geographischen und ökologischen Aspekten auseinander. In seiner letzten Schaffensphase setzte er sich mit den Kreischeulen (Megascops) von Sonora auseinander, wobei er hierbei sehr eng mit Loye Miller kooperierte. Sein Manuskript wurde durch seinen Tod in einem frühen Stadium jäh unterbrochen, wurde deshalb von Alden und Loye Miller in ihrem Artikel Geographic variation of the screech owls of the deserts of western north america  verarbeitet.

## Mitgliedschaften
1934 wurde er zum Fellow der American Ornithologists’ Union gewählt und wurde 1946 in deren Führungsgremium aufgenommen. Im Jahr 1944 diente er als Präsident der Abteilung Süd des Cooper Ornithological Clubs und nach dieser Amtszeit im Direktorium. Im Jahr 1937 wurde er zum korrespondierenden Mitglied der Sociedad de Biología de México gewählt.

## Dedikationsnamen
Ludlow Griscom widmete ihm 1929 eine Unterart des Brauenmotmot (Eumomota superciliosa vanrossemi), Robert Thomas Moore 1932 eine Unterart des Braunscheitelmotmot (Momotus mexicanus vanrossemi), Donald Ryder Dickey 1929 eine Unterart der Cayenneralle (Aramides cajaneus vanrossemi), Griffing Bancroft, Sr. (1879–1955) 1929 eine Unterart der Lachseeschwalbe (Gelochelidon nilotica vanrossemi), Allan Robert Phillips 1986 eine Unterart des Cabaniszaunkönigs (Cantorchilus modestus vanrossemi) und 1991 eine Unterart des Zitronenflankenvireos (Vireo flavoviridis vanrossemi), Pierce Brodkorb 1944 eine Unterart des Weisszügel-Mückenfängers (Polioptila albiloris vanrossemi).

## Erstbeschreibungen durch Adriaan Joseph van Rossem
Van Rossem zahlreiche Unterarten, die neu für die Wissenschaft waren beschrieben. Bei einigen Artikeln arbeitete er mit Dickey, Arthur Holmes Howell (1882–1940) und Hachisuka zusammen. Zu den Unterarten gehören chronologisch u. a.:
- Küstengebirgshuhn (Dendragapus fuliginosus howardi) Dickey & van Rossem, 1923
- Rostscheitelammer (Aimophila ruficeps obscura) Dickey & van Rossem, 1923
- Braunrückenklarino (Myadestes occidentalis oberholseri) Dickey & van Rossem, 1925
- Ockerbauch-Pipratyrann (Mionectes oleagineus obscurus) (Dickey & van Rossem, 1925)
- Rotflügelstärling (Agelaius phoeniceus nyaritensis) Dickey & van Rossem, 1925
- Westmöwe (Larus occidentalis wymani) Dickey & Van Rossem, 1925
- Bandtaube (Patagioenas fasciata letonai) (Dickey & van Rossem, 1926)
- Blauringtaube (Leptotila verreauxi bangsi) Dickey & van Rossem, 1926
- Fächerwaldsänger (Basileuterus lachrymosus schistaceus) (Dickey & van Rossem, 1926)
- Rötelreiher (Egretta rufescens dickeyi) (van Rossem, 1926)
- Rotflügelstärling (Agelaius phoeniceus mailliardorum) van Rossem, 1926
- Akazienzaunkönig (Thryophilus pleurostictus lateralis) (Dickey & van Rossem, 1927)
- Eichelspecht (Melanerpes formicivorus lineatus) (Dickey & van Rossem, 1927)
- Fächerwaldsänger (Basileuterus lachrymosus schistaceus) (Dickey & van Rossem, 1926)
- Rostrückenammer (Aimophila rufescens pectoralis) Dickey & van Rossem, 1927
- Piroltrupial (Icterus pustulatus pustuloides) Van Rossem, 1927
- Einfarbhäher (Aphelocoma unicolor griscomi) van Rossem, 1928
- Larvenwaldsänger (Myioborus miniatus connectens) Dickey & van Rossem, 1928
- Mexico-Nachtschwalbe (Antrostomus arizonae vermiculatus) (Dickey & van Rossem, 1928)
- Rotflügelstärling (Agelaius phoeniceus littoralis) Howell & van Rossem, 1928
- Rotflügelstärling (Agelaius phoeniceus mearnsi) Howell & van Rossem, 1928
- Singwachtel (Dactylortyx thoracicus salvadoranus) Dickey & van Rossem, 1928
- Weißbrustsegler (Aeronautes saxatalis nigrior) Dickey & van Rossem, 1928
- Gelbbürzel-Attilatyrann (Attila spadiceus salvadorensis) Dickey & van Rossem, 1929
- Grünkehlnymphe (Lampornis viridipallens nubivagus) Dickey & van Rossem, 1929
- Rostbrauen-Zaunkönig (Troglodytes rufociliatus nannoides) Dickey & van Rossem, 1929
- Rubinfleck-Waldsänger (Leiothlypis ruficapilla ridgwayi) (van Rossem, 1929)
- Zwergkleiber (Sitta pygmaea melanotis) van Rossem, 1929
- Amerikanische Zwergdommel (Ixobrychus exilis pullus) van Rossem, 1930
- Buntwangen-Zaunkönig (Pheugopedius felix sonorae) (van Rossem, 1930)
- Eichhornkuckuck (Piaya cayana extima) van Rossem, 1930
- Haubenwachtel (Colinus cristatus panamensis) Dickey & van Rossem, 1930
- Kalifornienammer (Passerculus rostratus atratus) van Rossem, 1930
- Schwarzkehlammer (Amphispiza bilineata cana) van Rossem, 1930
- Schwarzkehlammer (Amphispiza bilineata tortugae) van Rossem, 1930
- Mexikanischer Laucharassari (Aulacorhynchus prasinus volcanius) Dickey & van Rossem, 1930
- Rotkehl-Hüttensänger (Sialia sialis meridionalis) Dickey & van Rossem, 1930
- Rotscheitel-Maskentyrann (Myiozetetes similis primulus) van Rossem, 1930
- Rotschnabeltaube (Patagioenas flavirostris restricta) (van Rossem, 1930)
- Palmer-Spottdrossel (Toxostoma palmeri insularum) van Rossem, 1930
- Weidengelbkehlchen (Geothlypis trichas chryseola) van Rossem, 1930
- Wüstengoldspecht (Colaptes chrysoides tenebrosus) van Rossem, 1930
- Andenbaumläufer (Certhia americana leucosticta) van Rossem, 1931
- Grausaltator (Saltator coerulescens brevicaudus) van Rossem, 1931
- Kalifornienmückenfänger (Polioptila californica pontilis) van Rossem, 1931
- Junko (Junco hyemalis mutabilis) van Rossem, 1931
- Schwarzschwanz-Mückenfänger (Polioptila melanura lucida) van Rossem, 1931
- Fleckeneule (Megascops trichopsis mesamericanus) (van Rossem, 1932)
- Rotkardinal (Cardinalis cardinalis townsendi) (van Rossem, 1932)
- Schwarzschwanz-Mückenfänger (Polioptila melanura curtata) van Rossem, 1932
- Rostnacken-Grundammer (Kieneria kieneri grisior) van Rossem, 1933
- Weißstirnvireo (Vireo plumbeus montanus) van Rossem, 1933
- Akazienzaunkönig (Thryophilus pleurostictus oblitus) (van Rossem, 1934)
- Blaumückenfänger (Polioptila caerulea deppei) van Rossem, 1934
- Bluttangare (Piranga bidentata citrea) van Rossem, 1934
- Braunhäher (Cyanocorax morio palliatus) (van Rossem, 1934)
- Braunrücken-Grundammer (Kieneria fusca perpallida) (van Rossem, 1934)
- Braunrücken-Grundammer (Kieneria fusca texana) (van Rossem, 1934)
- Fleckengrundammer (Pipilo maculatus griseipygius) van Rossem, 1934
- Fünfstreifenammer (Amphispiza quinquestriata septentrionalis) (van Rossem, 1934)
- Gelbbrust-Sumpfhuhn (Hapalocrex flaviventer woodi) van Rossem, 1934
- Gelbkopf-Kernknacker (Pheucticus chrysopeplus dilutus) van Rossem, 1934
- Goldbauchvireo (Vireo hypochryseus nitidus) van Rossem, 1934
- Grünblaurabe (Cyanocorax luxuosus centralis) (van Rossem, 1934)
- Grünblaurabe (Cyanocorax luxuosus maya) (van Rossem, 1934)
- Grünblaurabe (Cyanocorax luxuosus cozumelae) (van Rossem, 1934)
- Kupfertrogon (Trogon elegans canescens) van Rossem, 1934
- Mexico-Nachtschwalbe (Antrostomus arizonae setosus) van Rossem, 1934
- Mondetourtäubchen (Claravis mondetoura inca) van Rossem, 1934
- Mondetourtäubchen (Claravis mondetoura ochoterena) van Rossem, 1934
- Rostrückenammer (Aimophila ruficeps simulans) van Rossem, 1934
- Rotkopf-Stirnvogel (Psarocolius wagleri ridgwayi) (van Rossem, 1934)
- Rubintyrann (Pyrocephalus rubinus flammeus) van Rossem, 1934
- Schmalschnabelkardinal (Cardinalis sinuatus fulvescens) (van Rossem, 1934)
- Vielfarbenfink (Passerina versicolor dickeyae) van Rossem, 1934
- Weißhals-Faulvogel (Notharchus hyperrhynchus cryptoleucus) van Rossem, 1934
- Weißstirnvireo (Vireo plumbeus pinicolus) van Rossem, 1934
- Goldwaldsänger (Setophaga petechia rhizophorae) (van Rossem, 1935)
- Kaliforniengrundammer (Kieneria crissalis eremophilus) (van Rossem, 1935)
- Wegebussard (Rupornis magnirostris petulans) van Rossem, 1935
- Larvenwaldsänger (Myioborus miniatus hellmayri) van Rossem, 1936
- Pazifischer Schopftyrann (Myiarchus nuttingi flavidior) van Rossem, 1936
- Bergwachtel (Oreortyx pictus eremophilus) van Rossem, 1937
- Graukappenspecht (Colaptes auricularis sonoriensis) van Rossem & Hachisuka, 1937
- Brasilzwergkauz (Glaucidium ridgwayi cactorum) van Rossem, 1937
- Schwarzkopf-Zwergtaucher (Tachybaptus dominicus bangsi) (van Rossem & Hachisuka, 1937)
- Weißnackentityra (Tityra semifasciata hannumi) van Rossem & Hachisuka, 1937
- Zitronenflankenvireo (Vireo flavoviridis hypoleucos) van Rossem & Hachisuka, 1937
- Azurfink (Passerina caerulea deltarhyncha) (van Rossem, 1938)
- Fichtenzeisig (Spinus pinus perplexus) (van Rossem, 1938)
- Fleckengrundammer (Pipilo maculatus chiapensis) van Rossem, 1938
- Grasammer (Passerculus sandwichensis wetmorei) van Rossem, 1938
- Habicht (Accipiter gentilis apache) van Rossem, 1938
- Halsband-Grundammer (Pipilo ocai brunnescens) van Rossem, 1938
- Halsband-Grundammer (Pipilo ocai guerrerensis) van Rossem, 1938
- Rosenkehlbekarde (Pachyramphus aglaiae gravis) (van Rossem, 1938)
- Schwarzkopftrupial (Icterus graduacauda dickeyae) van Rossem, 1938
- Schwarzflügeltrupial (Icterus chrysater mayensis) van Rossem, 1938
- Schwarzkopftrupial (Icterus graduacauda nayaritensis) van Rossem, 1938
- Schwarzohrbuschmeise (Psaltriparus melanotis dimorphicus) van Rossem & Hachisuka, 1938
- Streifenammer (Oriturus superciliosus palliatus) (van Rossem, 1938)
- Weißbauch-Zaunkönig (Uropsila leucogastra australis) (van Rossem, 1938)
- Zimtbauchamazilie (Amazilia rutila diluta) van Rossem, 1938
- Aleutenalk (Ptychoramphus aleuticus australis) van Rossem, 1939
- Eckschwanzsperber (Accipiter striatus suttoni) van Rossem, 1939
- Gelbbrust-Waldsänger (Icteria virens tropicalis) van Rossem, 1939
- Lanzettstrichel-Baumsteiger (Lepidocolaptes souleyetii guerrerensis) van Rossem, 1939
- Schmuckwaldsänger (Oreothlypis superciliosa palliata) (van Rossem, 1939)
- Schopfwachtel (Callipepla californica canfieldae) (van Rossem, 1939)
- Weißstirnvireo (Vireo plumbeus repetens) van Rossem, 1939
- Zwergkleiber (Sitta pygmaea flavinucha) van Rossem, 1939
- Schwefelmaskentyrann (Pitangus sulphuratus texanus) van Rossem, 1940
- Weißkehl-Waldsänger (Granatellus venustus melanotis) van Rossem, 1940
- Winternachtschwalbe (Phalaenoptilus nuttallii adustus) van Rossem, 1941
- Felsenzaunkönig (Salpinctes obsoletus costaricensis) van Rossem, 1941
- Blaukappenorganist (Euphonia elegantissima rileyi) (van Rossem, 1942)
- Rostrückenammer (Aimophila rufescens antonensis) van Rossem, 1942
- Felsenzaunkönig (Salpinctes obsoletus tenuirostris) van Rossem, 1943
- Goldzeisig (Spinus tristis jewetti) (van Rossem, 1943)
- Bullocktrupial (Icterus bullockii parvus) van Rossem, 1945
- Schwarzkehlammer (Amphispiza bilineata carmenae) van Rossem, 1945
- Rostrückenammer (Aimophila ruficeps rupicola) van Rossem, 1946
- Rotsteiß-Spottdrossel (Toxostoma crissale coloradense) van Rossem, 1946
- Schwarzkinn-Buschammer (Kieneria aberti dumeticola) (van Rossem, 1946)
- Rostrückenammer (Aimophila ruficeps sanctorum) van Rossem, 1947
- Beldingammer (Passerculus guttatus magdalenae) van Rossem, 1947
- Brillenmeise (Baeolophus wollweberi caliginosus) van Rossem, 1947
- Brillenmeise (Baeolophus wollweberi phillipsi) van Rossem, 1947
- Einsiedleradler (Buteogallus solitarius sheffleri) (van Rossem, 1948)

## Werke (Auswahl)
- Some Unrecorded Species From Los Coronados Islands, Mexico. In: The Condor. Band 11, Nr. 6, 1909, S. 208 (englisch, online [PDF; 80 kB; abgerufen am 19. März 2015]).
- Winter Birds of the Salton Sea Region. In: The Condor. Band 13, Nr. 4, 1911, S. 129–137 (englisch, online [PDF; 625 kB; abgerufen am 19. März 2015]).
- mit Alfred Brazier Howell: Further Notes from Santa Cruz Island. In: The Condor. Band 13, Nr. 6, 1911, S. 208–210 (englisch, online [PDF; 222 kB; abgerufen am 19. März 2015]).
- Notes on the Derby Flycatcher. In: The Condor. Band 16, Nr. 1, 1914, S. 11–13 (englisch, online [PDF; 250 kB; abgerufen am 19. März 2015]).
- mit Donald Ryder Dickey: Description of a New Grouse from Southern California. In: The Condor. Band 25, Nr. 5, 1923, S. 168–169 (englisch, unm.edu [PDF; 152 kB]).
- A Study of Some Plumages of the Black Tern. In: The Condor. Band 25, Nr. 6, 1923, S. 208–213 (englisch, online [PDF; 499 kB; abgerufen am 19. März 2015]).
- A Survey of the Song Sparrows of the Santa Barbara Islands. In: The Condor. Band 26, Nr. 6, 1924, S. 217–220 (englisch, online [PDF; 285 kB; abgerufen am 19. März 2015]).
- zusammen mit Donald Ryder Dickey: A Revisionary Study of the Western Gull. In: The Condor. Band 27, Nr. 4, 1925, S. 162–164 (englisch, online [PDF; 231 kB; abgerufen am 19. März 2015]).
- The Lower California Reddish Egret. In: The Condor. Band 28, Nr. 5, 1926, S. 246 (englisch, online [PDF; 81 kB; abgerufen am 20. März 2015]).
- mit Donald Ryder Dickey: Two new pigeons from Salvador. In: Proceedings of the Biological Society of Washington. Band 39, 1926, S. 109–110 (online [abgerufen am 11. April 2015]).
- mit Donald Ryder Dickey: Seven new birds from Salvador. In: Proceedings of the Biological Society of Washington. Band 40, 1927, S. 1–7 (online [abgerufen am 24. März 2015]).
- mit Donald Ryder Dickey: A New Race of the White-Throated Swift From Central America. In: The Condor. Band 30, Nr. 3, 1928, S. 193 (englisch, online [PDF; 96 kB; abgerufen am 12. April 2015]).
- mit Arthur Holmes Howell: A Study of the Red-Winged Blackbirds of Southeastern United States. In: The Auk. Band 45, Nr. 2, 1928, S. 155–163 (englisch, online [PDF; 379 kB; abgerufen am 19. März 2015]).
- The races of Sitta pygmaea Vigors. In: Proceedings of The Biological Society of Washington. Band 42, 1929, S. 175–177 (online [abgerufen am 19. März 2015]).
- A new nam necessary for the Calaveras Warbler. In: Proceedings of The Biological Society of Washington. Band 42, 1929, S. 179 (online [abgerufen am 24. März 2015]).
- mit Donald Ryder Dickey: The Races of Lampornis virldipallens (Bourcier and Mulsant). In: Proceedings of the Biological Society of Washington. Band 42, 1929, S. 209–212 (online [abgerufen am 19. März 2015]).
- mit Donald Ryder Dickey: Adriaan Joseph van Rossem. In: The Ibis (= 12). Band 5, Nr. 2, 1929, S. 264–266, doi:10.1111/j.1474-919X.1929.tb08759.x.
- mit Donald Ryder Dickey: A New Bluebird From El Salvador. In: The Condor. Band 32, Nr. 1, 1930, S. 69–70 (englisch, online [PDF; 191 kB; abgerufen am 23. Februar 2015]).
- mit Donald Ryder Dickey: The Identity of Ortyx Leucopogon Lesson. In: The Condor. Band 32, Nr. 1, 1930, S. 72–73 (englisch, online [PDF; 188 kB; abgerufen am 8. April 2015]).
- Critical Notes on Some Yellowthroats of the Pacific Southwest. In: The Condor. Band 32, Nr. 6, 1930, S. 297–300 (englisch, online [PDF; 237 kB; abgerufen am 19. März 2015]).
- A new race of gilded flicker from Sonora. In: Transactions of the San Diego Society of Natural History. Band 6, Nr. 5, 1930, S. 171–172 (online [abgerufen am 21. März 2015]).
- New Sonora Races of Toxostoma and Pheugopedius. In: Transactions of the San Diego Society of Natural History. Band 6, Nr. 11, 1930, S. 207–208 (biodiversitylibrary.org).
- A new Least Bittern from Sonora. In: Transactions of the San Diego Society of Natural History. Band 6, Nr. 15, 1930, S. 227–228 (online [abgerufen am 25. März 2015]).
- Descriptions of new birds from the Mountains of Southern Nevada. In: Transactions of the San Diego Society of Natural History. Band 6, Nr. 22, 1931, S. 327–332 (online [abgerufen am 20. März 2015]).
- The Avifauna of Tiburon Island, Sonora, Mexico, with description of four new races. In: Transactions of the San Diego Society of Natural History. Band 7, Nr. 30, 1932, S. 119–150 (online [abgerufen am 31. März 2015]).
- Notes on some types of North American Birds. In: Transactions of the San Diego Society of Natural History. Band 7, Nr. 30, 1934, S. 347–362 (online [abgerufen am 9. April 2015]).
- Notes on some races of Ceophiloeus lineatus (Linnaeus). In: Transactions of the San Diego Society of Natural History. Band 8, Nr. 4, 1934, S. 9–12 (biodiversitylibrary.org).
- Critical Notes on Middle American Birds. In: Bulletin of the Museum of Comparative Zoology at Harvard College. Band 77, 1934, S. 387–490 (online [abgerufen am 19. März 2015]).
- The Mangrove Warbler of North-Western Mexico. In: Transactions of the San Diego Society of Natural History. Band 8, Nr. 10, 1935, S. 67–68 (online [abgerufen am 4. April 2015]).
- Birds of the Charleston Mountains, Nevada. In: Pacific Coast Avifauna. Band 24, 1936, S. 1–16 (englisch, online [PDF; 4,7 MB; abgerufen am 19. März 2015]).
- A Review of the Races of the Mountain Quail. In: The Condor. Band 39, Nr. 1, 1937, S. 20–24 (englisch, online [PDF; 400 kB; abgerufen am 9. April 2015]).
- mit Masauyi Hachisuka: A new Bat Falcon from Sonora. In: Proceedings of the Biological Society of Washington. Band 50, 1937, S. 107–108 (biodiversitylibrary.org).
- zusammen mit Masauyi Hachisuka: The yellow-green vireo of northwestern Mexico. In: Proceedings of the Biological Society of Washington. Band 50, 1937, S. 159–160 (online [abgerufen am 19. März 2015]).
- zusammen mit Masauyi Hachisuka: A northern race of Tityra semifasciata. In: Proceedings of the Biological Society of Washington. Band 50, 1937, S. 197–198 (online [abgerufen am 19. März 2015]).
- zusammen mit Masauyi Hachisuka: A further report on birds from Sonora, Mexico, with descriptions of two new races. In: Transactions of the San Diego Society of Natural History. Band 8, Nr. 23, 1937, S. 323–334 (online [abgerufen am 19. März 2015]).
- mit Masauyi Hachisuka: A new hummingbird of the genus Saucerottia from Sonora, Mexico. In: Transactions of the San Diego Society of Natural History. Band 8, Nr. 31, 18. Januar 1938, S. 407–408 (biodiversitylibrary.org).
- mit Donald Ryder Dickey: The birds of El Salvador. In: Publication Field Museum of Natural History (= Zoological series). Band 23, Nr. 406, 1938 (online [abgerufen am 19. März 2015]).
- A Mexican Race of the Goshawk (Accipter gentilis (Lineaus)). In: Proceedings of the Biological Society of Washington. Band 51, 1938, S. 99–100 (online [abgerufen am 6. April 2015]).
- mit Masauyi Hachisuka: A new race of Cliff Swallow from Northwestern Mexico. In: Transactions of the San Diego Society of Natural History. Band 9, Nr. 2, 1938, S. 5–6 (online [abgerufen am 19. März 2015]).
- Descriptions of twenty-one new races of Fringillidae and Icteridae from Mexico and Guatemala. In: Bulletin of the British Ornithologists' Club. Band 58, 1938, S. 124–138 (online [abgerufen am 19. März 2015]).
- mit Masauyi Hachisuka: A dimorphic subspecies from Northwestern Mexico. In: Transactions of the San Diego Society of Natural History. Band 9, Nr. 3, 1938, S. 7–8 (online [abgerufen am 19. März 2015]).
- Description of three new birds from Western Mexico. In: Transactions of the San Diego Society of Natural History. Band 9, Nr. 4, 1938, S. 9–12 (online [abgerufen am 19. März 2015]).
- A Colorado Desert Race of Summer Tanager. In: Transactions of the San Diego Society of Natural History. Band 9, Nr. 5, 1938, S. 13–14 (online [abgerufen am 19. März 2015]).
- Notes on some Mexican and Central American Wrens of the Genera Heleodytes, Troglodytes, and Nannocgilus; and four new races. In: Bulletin of the British Ornithologists' Club. Band 59, Nr. 416, 1938, S. 10–15 (biodiversitylibrary.org).
- Four new races of Sittidae and Certhiidae from Mexico. In: Proceedings of the Biological Society of Washington. Band 52, 1939, S. 3–6 (online [abgerufen am 20. März 2015]).
- mit Masauyi Hachisuka: A northwestern race of the Mexican cormorant. In: Proceedings of the Biological Society of Washington. Band 52, 1939, S. 9–10 (biodiversitylibrary.org).
- An Overlooked Race of the California Quail. In: The Auk. Band 56, Nr. 1, 1939, S. 68–69 (englisch, online [PDF; 112 kB; abgerufen am 3. April 2015]).
- A New Race of Sharp-Shinned Hawk from Mexico. In: The Auk. Band 56, Nr. 2, 1939, S. 127–128 (englisch, online [PDF; 119 kB; abgerufen am 4. April 2015]).
- A Race of Yellow-Breasted Chat From the Tropical Zone of Southern Sonora. In: The Wilson Bulletin. Band 51, Nr. 3, 1939, S. 156 (englisch, online [PDF; 66 kB; abgerufen am 9. April 2015]).
- Some new races of birds from Mexico. In: Annals and Magazine of Natural History (= 11). Band 4, Nr. 22, 1939, S. 439–443, doi:10.1080/00222933908527006.
- Notes on some North American Birds of the genera Myiodynastes, Pitangus and Myiochanes. In: Transactions of the San Diego Society of Natural History. Band 9, Nr. 17, 1940, S. 79–86 (online [abgerufen am 19. März 2015]).
- Three new races of birds from Central America. In: Proceedings of The Biological Society of Washington. Band 54, 1941, S. 171–174 (online [abgerufen am 3. April 2015]).
- Further Notes on Some Southwestern Yellowthroats. In: The Condor. Band 43, Nr. 6, 1941, S. 291–292 (englisch, online [PDF; 182 kB; abgerufen am 19. März 2015]).
- Description of a Race of Goldfinch From the Pacific Northwest. In: The Condor. Band 45, Nr. 4, 1943, S. 158–159 (englisch, online [PDF; 195 kB; abgerufen am 6. April 2015]).
- The Horned Lark and the Rock Wren of the San Benito Islands, Lower California. In: The Condor. Band 45, Nr. 6, 1943, S. 235–236 (englisch, online [PDF; 159 kB; abgerufen am 3. April 2015]).
- A Distributional Survey of the Birds of Sonora, Mexico. In: Occasional Papers Museum of Zoology, Louisiana State University. Nr. 21, 1945 (englisch, online [PDF; 19,5 MB; abgerufen am 19. März 2015]).
- A Synopsis of the Savannah Sparrows of Northwestern Mexico. In: The Condor. Band 49, Nr. 3, 1947, S. 97–107 (englisch, online [PDF; 848 kB; abgerufen am 19. März 2015]).
- Two Races of the Bridled Titmouse. In: Fieldiana. Zoology. Band 31, Nr. 10, 1947, S. 87–92 (online [abgerufen am 13. Oktober 2015]).